# Arnoldus Vesaliensis
Arnoldus Vesaliensis (eigentlich Arnold Haldrein; auch Arnold von Wesel oder Haldernius; * um 1484 in Wesel; † 30. Oktober 1534 in Köln) war ein deutscher Humanist.

## Leben
Arnoldus stammte aus Wesel und trug dementsprechend den Beinamen Vesaliensis oder auch von Wesel. Er besuchte in Köln das Gymnasium Laurentianum und trat am 8. Oktober 1516 in die Artistenfakultät der alten Kölner Universität ein. Dort machte er sich schnell aufgrund seiner sprachlichen und poetischen Fähigkeiten einen Namen. Obwohl sein wissenschaftliches Wirken mehr in die philologische Richtung ging, erlangte er den Grad eines Doktors der Theologie. Später war als Dozent in Köln tätig.
Arnoldus war 1530 auf dem Reichstag zu Augsburg. Er wurde 1531 Domherr am Kölner Dom. Seine Schriften verteidigen die katholische Heiligen- und Reliquienverehrung gegen die protestantische Kritik.

## Publikationen (Auswahl)
- De Veneratione, Invocatione, Et reliquijs Sanctorum, breuis assertio doctißimi quondam uiri, Arnoldi Vuesaliensis, Behem, Mainz 1540.
- In Qvatvor Libros Sententiarum Petri Lombardi, Epitome longè succinctissima, Brickmann, Köln 1555 (Digitalisat Horst, Köln 1555).
- Decalogi pia iuxta ac erudita exegesis, una cum assertione, de cultu, invocatione, ac reliquiis divorum, et aliis plerisque, Horst, Köln 1555 (Digitalisat).
- Epitome singularum distinctionum in quatuor libros Sententiarum, Grobinus, Paris 1575.